# Jesper Lundtang
Jesper Lungtang est un joueur de volley-ball danois né le 21 février 1972 à Copenhague. Il mesure 1,96 m et joue réceptionneur/attaquant. Il totalise 300 sélections en équipe du Danemark.

## Clubs
| Club                     | Pays     | De        | À         |
| ------------------------ | -------- | --------- | --------- |
| Arago de Sète            | France   | 1995-1996 | 1995-1996 |
| Tours Volley-Ball        | France   | 1996-1997 | 1997-1998 |
| Porto                    | Portugal | 1998-1999 | 1998-1999 |
| AEK Athènes              | Grèce    | 1999-2000 | 1999-2000 |
| Club Voleibol Las Palmas | Espagne  | 2000-2001 | 2000-2001 |
| AZS Olsztyn              | Pologne  | 2001-2002 | 2001-2002 |
| Rennes EC                | France   | 2002-2003 | 2005-2006 |
| Sparkling Volley Milan   | Italie   | 2006-2007 | 2006-2007 |